# Mystery Fun House
Mystery Fun House un jeu vidéo d’aventure développé par Alexis et Scott Adams et publié par Adventure International en 1979 sur TRS-80 avant d’être porté, entre autres, sur Acorn Electron, Apple II, Atari 8-bit, BBC Micro, Exidy Sorcerer, ZX Spectrum,. Il s’agit du septième jeu d’aventure développé par Scott Adams, après Adventureland, Pirate Adventure, Mission Impossible, Voodoo Castle, The Count et Strange Odyssey. Le joueur incarne un agent secret chargé de retrouvé des plans dérobés et cachés dans le palais du rire d’une fête foraine. Après avoir pris un ticket et pénétré dans le palais, il est confronté à de nombreux obstacles dont un labyrinthe, un squelette, un stand de tir et un palais des glaces,. Tout au long de l’aventure, le joueur doit respecter le règlement de l’attraction sous peine d’être mis dehors par le videur. Il doit ainsi garder en permanence sur lui son ticket et ses chaussures, et ne pas entreprendre d’actions violentes. Le videur ne l’empêche en revanche pas de pénétrer dans les zones réservées au personnel.